# Marchfeld
Het Marchfeld is de grootste laagvlakte van Oostenrijk en begint net ten noordoosten van Wenen.

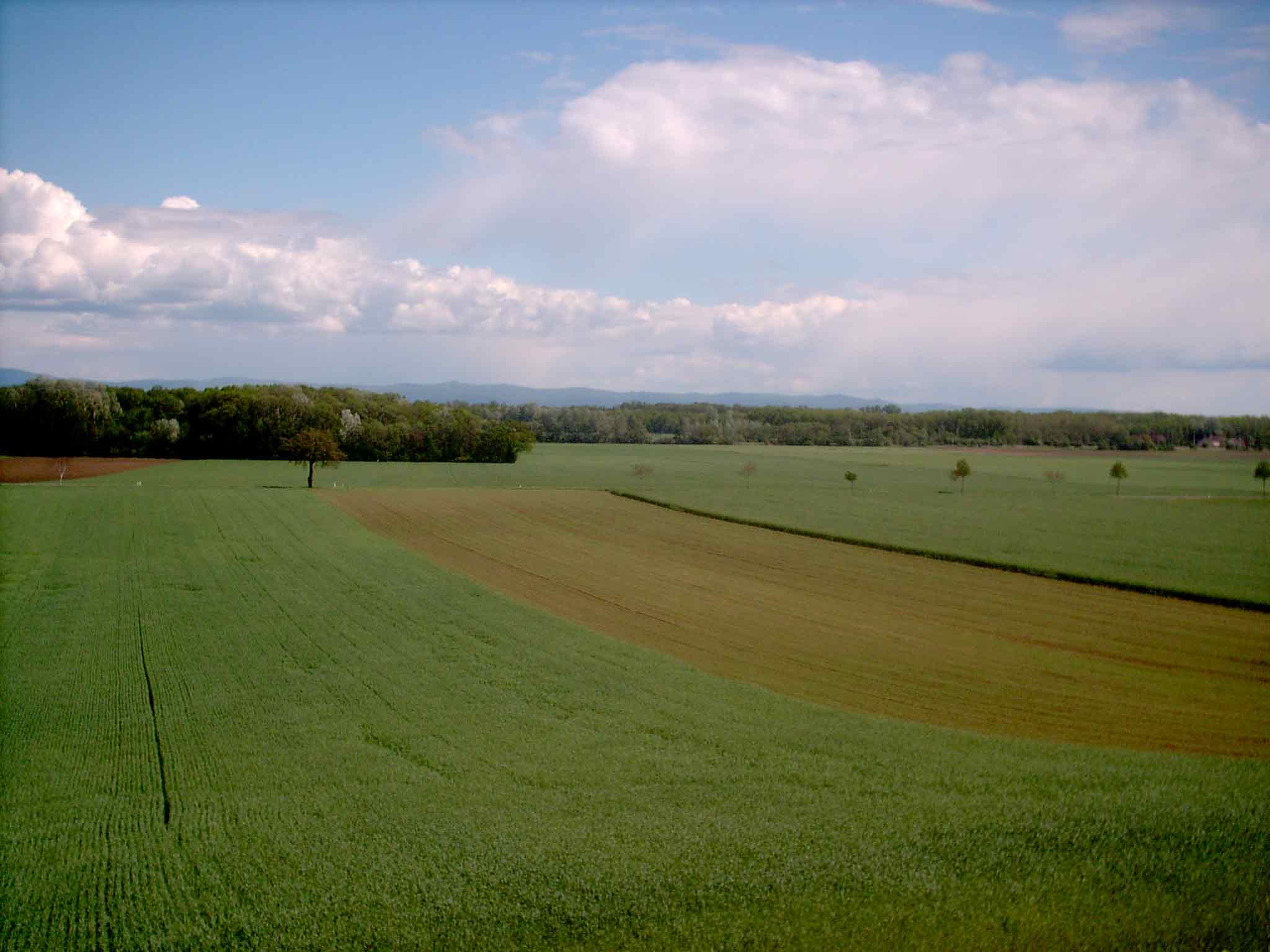
Bij Dürnkrut

Deze laagvlakte is circa 900 km² groot, ligt op een hoogte van 150 à 200 meter boven zeeniveau, en loopt door tot aan de rivier de March of Morava. Deze rivier vormt de grens tussen Oostenrijk (Neder-Oostenrijk) en Slowakije. In het zuiden wordt het Marchfeld begrensd door de rivier de Donau en in het noorden door het Weinviertel. Eigenlijk is het Marchfeld een streek van het Weinviertel. Een groot deel van Gänserndorf (district) komt geografisch met het Marchfeld overeen. Zie aldaar voor een opsomming van de in het Marchfeld gelegen plaatsen.

## Geschiedenis
De vlakte is altijd zeer vruchtbaar geweest. Reeds in de jonge steentijd was het gebied bewoond.

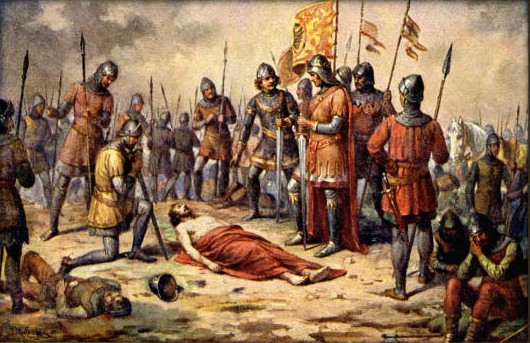
Rudolf I ziet het lijk van Ottokar II na de Slag op het Marchfeld, 26 augustus 1278

Vanaf de ijzertijd tot in de 19e eeuw kwam het voor, dat de strategisch aan de oever van de Morava of March gelegen vlakte het toneel was van oorlogsgeweld.  Verscheidene veldslagen hebben in de streek plaats gevonden.  Twee van deze wapenfeiten,  in de middeleeuwen,  verdienen bijzondere vermelding:
- De slag bij Kressenbrunn, tegenwoordig gemeente Groißenbrunn, op 12 juli 1260, waarbij de mannen van Béla IV van Hongarije het onderspit dolven tegen die van Ottokar II van Bohemen;
- De historisch belangrijke Slag op het Marchfeld, bij Dürnkrut en Jedenspeigen, op 26 augustus 1278, tussen twee grote ridderlegers. De troepen van Rudolf I van Habsburg overwonnen die van Ottokar II van Bohemen.  Ottokar zelf sneuvelde tijdens dit gevecht. De slag luidde de groei van het huis Habsburg tot een Midden-Europese grootmacht in.